# Streptaxoidea
Streptaxoidea is een superfamilie van weekdieren uit de klasse van de Gastropoda (slakken).

## Taxonomie
De volgende taxa zijn in de superfamilie ingedeeld:
- Diapheridae Panha & Naggs, 2010[2]
- Streptaxidae Gray, 1860
  - Onderfamilie Streptaxinae Gray, 1860
    - = Artemonidae Bourguignat, 1889

  - Onderfamilie Enneinae Bourguignat, 1883
    - = Streptostelidae Bourguignat, 1889

  - Onderfamilie Marconiinae Schileyko, 2000
  - Onderfamilie Odontartemoninae Schileyko, 2000
  - Onderfamilie Orthogibbinae Germain, 1921
    - = Gibbinae Steenberg, 1936
    - = Gonidominae Steenberg, 1936

  - Onderfamilie Ptychotrematinae Pilsbry, 1919